# Пантікоса
Пантікоса (ісп. Panticosa, араг. Pandicosa) — муніципалітет в Іспанії, у складі автономної спільноти Арагон, у провінції Уеска. Населення — 832 особи (2009).
Муніципалітет розташований на відстані близько 380 км на північний схід від Мадрида, 65 км на північ від Уески.
На території муніципалітету розташовані такі населені пункти: (дані про населення за 2009 рік)
- Баньйос-де-Пантікоса: 26 осіб
- Пантікоса: 711 осіб
- Ель-Пуейо-де-Хака: 82 особи

## Демографія
Динаміка населення (INE ):